# Orgue à parfums
Pour les articles homonymes, voir Orgue (homonymie).

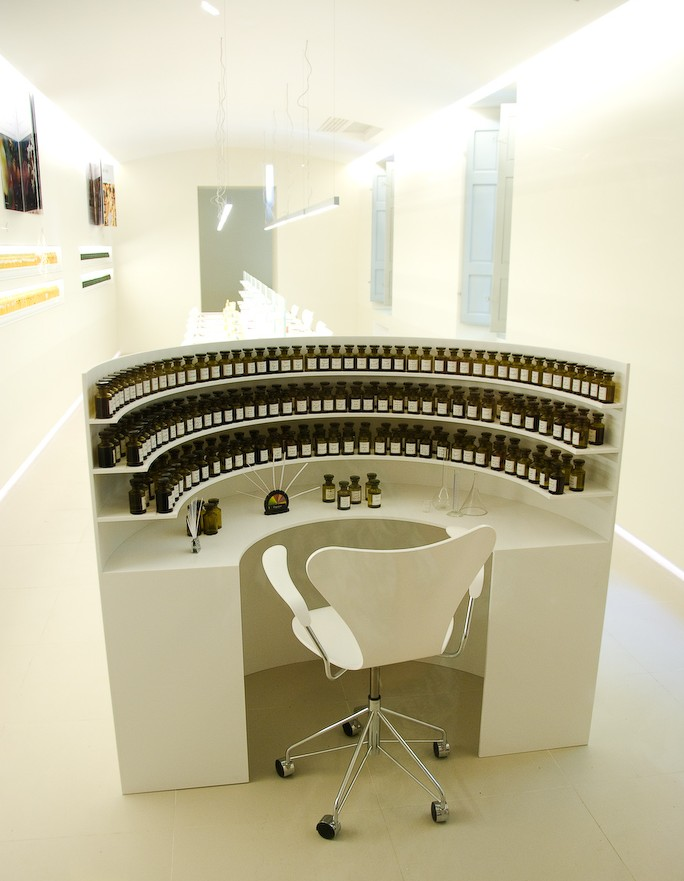
Orgue à parfums. Parfumerie Fragonard à Grasse.

L’orgue à parfums est un meuble professionnel destiné à ranger en demi-cercle l'essentiel des flacons de matières premières utilisées par un parfumeur.
Ce meuble a été imaginé pour la première fois en 1884 par l'écrivain français Joris-Karl Huysmans dans son livre À rebours. Ce livre remporta un tel succès que quelques laboratoires se sont approprié l'idée de l'orgue à parfums et l'ont fait fabriquer par les ébénistes. Les photographes s'en firent l'écho et popularisèrent ce nouveau meuble. L'orgue à parfums fit désormais partie du décor des parfumeurs.
Aujourd'hui dans les grandes sociétés de parfumerie, l'ordinateur et ses logiciels spécialisés ont remplacé l'orgue à parfums.[réf. souhaitée]